# Escalante (Cantabria)

La città o Villa di Escalante è la più particolare delle città nuove della Cantabria. Ha una struttura geometrica ortogonale molto chiara nel suo settore centrale, che può essere solo il risultato di un disegno urbano preconcetto di origine medievale.
Escalante è un esempio di urbanistica medievale che si conserva ancora oggi e che collega questa città con la creazione delle città a pianta ortogonale regolare caratteristiche dei secoli XII e XIII. La pianta attuale mostra una città che in origine, nel 1308, era delimitata da un "camino de ronda" (come veniva chiamato fino al XIX secolo), che probabilmente implicava una recinzione. A est, la città era delimitata dal fiume Concejo o Pozeirún; a sud, il mare raggiungeva l'attuale strada per Santoña, che forse segue il percorso costiero, anche se forse la pianta originale includeva parte della Ribera, che segue un tracciato ortogonale. A nord, la città arrivava fino a Calle La Portilla; a ovest, i limiti sono più incerti, ma sembrano essere fissati al torrente Chapao. La città era attraversata da ovest a est da una strada in direzione di Santoña, la cosiddetta "Carretera Antigua" (strada vecchia), già menzionata come tale nel 1308. Questa strada entrava in città lungo la via Puente Somaza, proseguiva lungo la via Audiencia e, dopo una piccola deviazione in Calle Mayor, usciva dalla città lungo la Calle del Puente, lasciando da un lato l'ospedale dei pellegrini. A nord c'era una porta di uscita in Calle La Portilla, in direzione della chiesa parrocchiale, e forse un'altra in direzione dell'eremo di San Roque.
Una serie di strade segnava la direzione sud-nord. Nel XVI secolo vengono citati i nomi di alcune strade che hanno sicuramente un'origine medievale: Cantarranas, Puente Somaza, Somavilla (situata a est di San Juan, forse l'attuale Ramón y Cajal) e Ojeo (che dalla piazza arrivava al fiume vicino a Calle Sol, forse parallela ad essa accanto alla scuola).
Secondo la storia stessa di Escalante, nel centro della città c'erano due zone principali: da un lato, a sud-est dell'antica zona medievale si trovava la casa padronale, e a nord-ovest il Municipio che presiedeva la piazza (l'attuale Plaza España). Questa disposizione riassume la storia di Escalante come un lungo conflitto tra il potere del maniero e quello del comune.